# Lanceur réutilisable
Pour un article plus général, voir Lanceur.

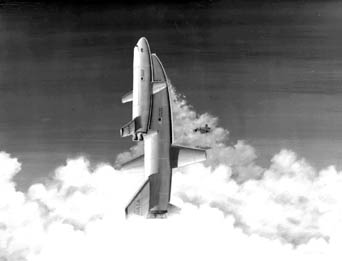
Première étude sur la future navette spatiale américaine réalisée par Maxime Faget : la navette est complètement réutilisable, comporte deux étages avec des ailes droites et l'orbiteur est de petite taille.

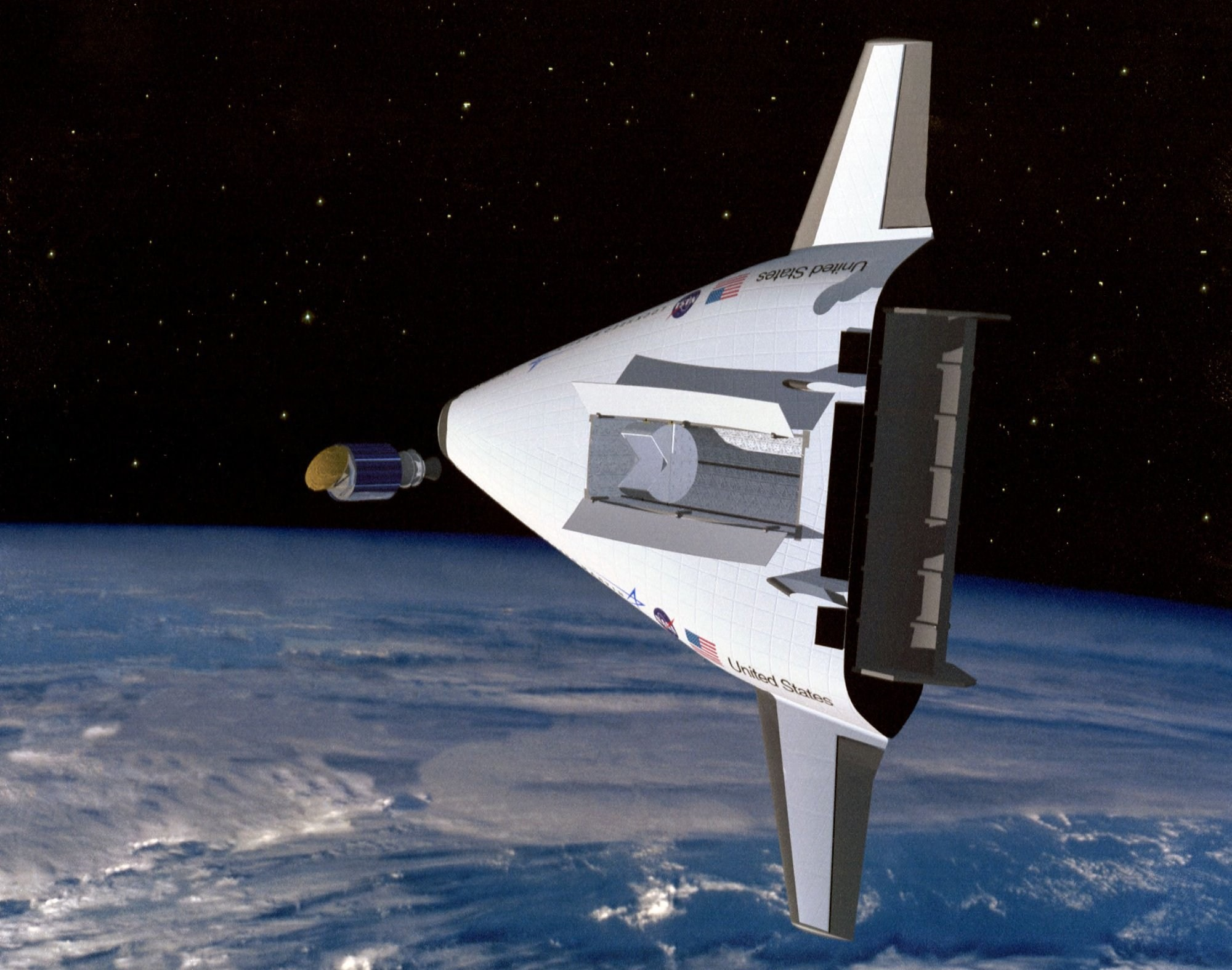
Vue d'artiste d'un lanceur orbital monoétage réutilisable, le Venture Star, n'ayant pas dépassé le stade de la planche à dessin, faute de disposer des techniques permettant sa réalisation.

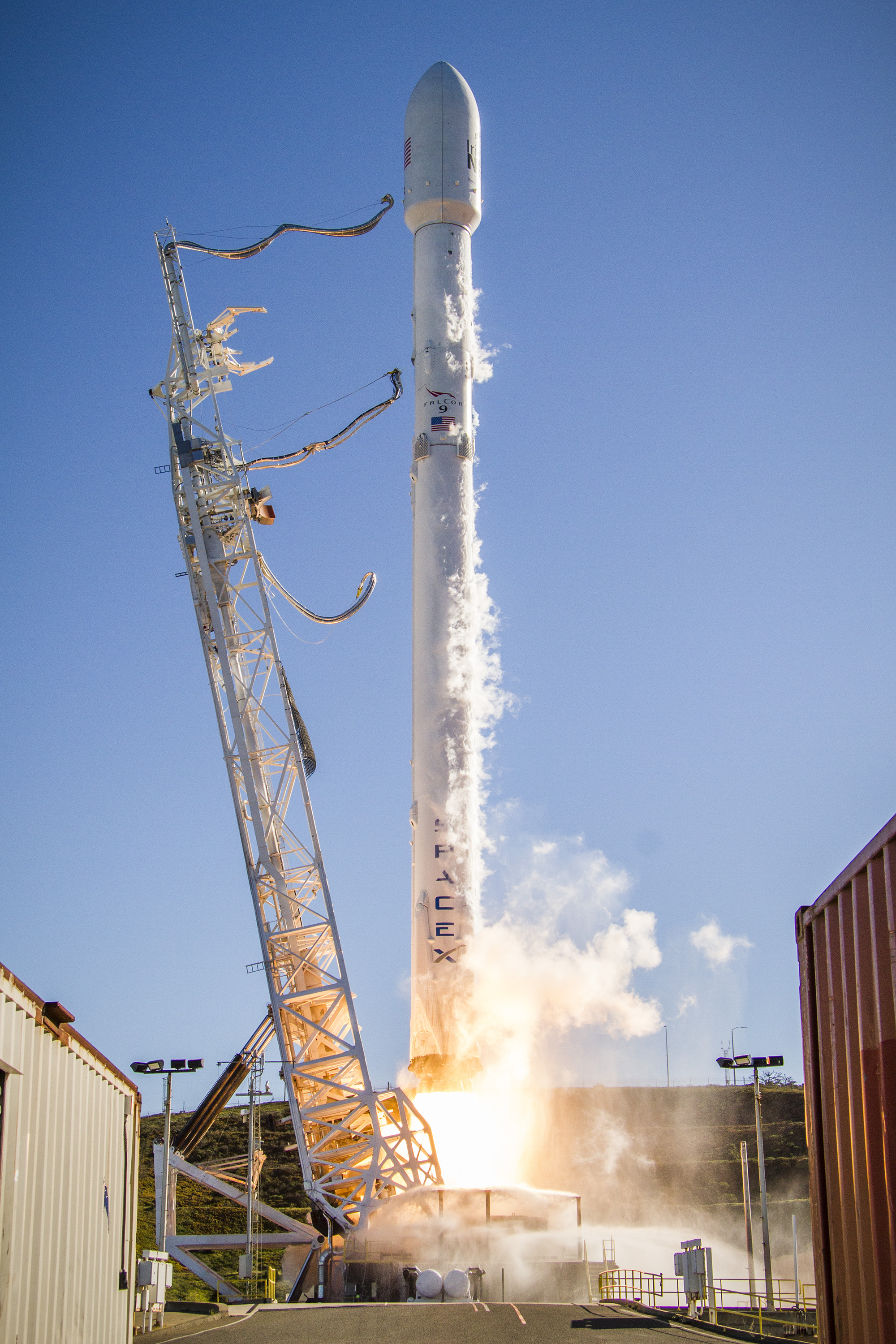
Le lanceur Falcon 9 est le premier à avoir rempli les promesses de l'abaissement des couts de lancement grâce à son premier étage réutilisable.

Un lanceur réutilisable est un lanceur utilisé pour placer en orbite un engin spatial et qui peut être réutilisé en totalité ou en partie après son retour sur Terre. 

## Historique
Depuis le début de l'ère spatiale, les fusées mises en œuvre pour placer en orbite des engins sont perdues après leur lancement car leur récupération pour un usage ultérieur soulève de nombreux problèmes. 
À la fin des années 1960, la NASA tente d'abaisser les coûts en développant un système partiellement réutilisable, la navette spatiale américaine. Mais sa complexité oblige à lui consacrer un budget encore plus important. 
Par la suite de nombreuses études sont menées, en particulier aux États-Unis, autour du concept de lanceur orbital monoétage mais ces projets n'aboutissent pas car les techniques nécessaires dans des domaines clés comme la propulsion et la conception de structures légères ne sont pas disponibles.
Depuis 2016 la version réutilisable du lanceur Falcon 9 de la société SpaceX, qui a recours à des techniques plus classiques (lanceur bi étages, atterrissage vertical, deuxième étage non récupéré), a atteint une phase opérationnelle et démontré la viabilité de la solution qui lui a permis d'abaisser de manière sensible les couts de commercialisation des lancements. Plusieurs constructeurs développent ou étudient des lanceurs reprenant son architecture technique : New Glenn, Longue Marche 8, Ariane Next, Amour, Hyperbola-2, New Line-1, Electron.

## Définitions

### Fonctionnement d'un lanceur non réutilisable
Un lanceur classique utilise la force brute pour décoller verticalement. Ses moteurs sont suffisamment puissants (rapport entre la poussée des moteurs et la masse du lanceur > 1) pour lui permettre de décoller verticalement sans avoir pris au préalable de vitesse horizontale à la manière d'un avion. Pour pouvoir fonctionner ses moteurs brulent des ergols qui sont stockés dans un réservoir. Contrairement à un avion, un lanceur classique puise le comburant (oxygène ou oxydant) non pas dans l'air ambiant mais dans ses réservoirs (propulsion anaérobie). Cela permet à ses moteurs-fusées de fonctionner même en l'absence d'atmosphère mais le rendement résultant (l'impulsion spécifique) est très bas si on le compare dans leurs domaines de vol respectifs aux turboréacteurs ou aux statoréacteurs. Le rapport entre la masse du propergol et la masse total du lanceur (rapport de masse) joue un rôle critique dans la capacité du lanceur à atteindre une vitesse suffisante (Équation de Tsiolkovski). Aussi pour pouvoir atteindre l'orbite le lanceur comporte plusieurs étages qui se détachent au fur et à mesure que leurs réservoirs se vident et sont détruits durant leur descente vers le sol car aucun dispositif de récupération n'est emporté.

### Avantages attendus d'un lanceur réutilisable
Le coût de lancement d'un engin spatial est un frein important pour le développement de l'activité spatiale. Le prix de mise en orbite terrestre basse d'un kilogramme est compris selon les lanceurs entre quelques milliers de dollars par kilogramme (lanceurs russes) et peut aller jusqu'à 100 000 dollars par kilo pour les charges utiles de petite taille. Ces coûts sont d'abord liés aux coûts de mise au point et de fabrication du lanceur qui ne peut être utilisé qu'une seule fois :
- Un lanceur est un engin très complexe car il fonctionne dans des conditions limites (température, pression, vibrations) en particulier son système de propulsion qui doit délivrer des poussées énormes
- Le nombre de lancements, peu élevé, ne permet pas de bénéficier d'effet d'échelle à la construction : il y a environ 100 lancements par an répartis entre des dizaines de types de lanceur. Les lanceurs les plus réussis ne sont fabriqués qu'à quelques centaines d'exemplaires sur une période s'échelonnant sur plusieurs décennies.

Par ailleurs, un lanceur utilise des installations de lancement fixes coûteuses et les travaux de préparation avant le lancement (assemblage, tests) sont longs et sollicitent de nombreuses ressources.

### Lanceur réutilisable idéal

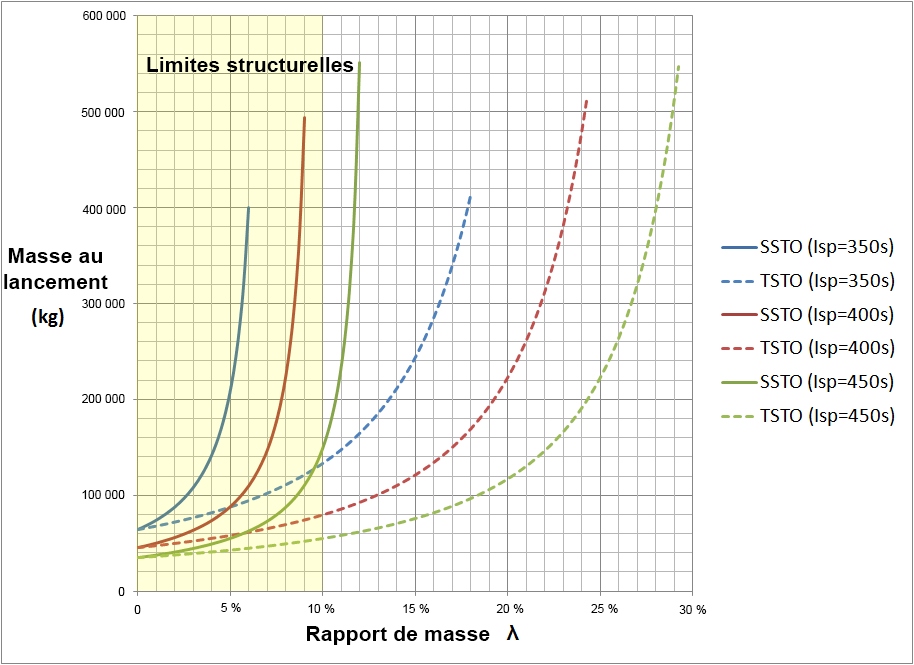
Schéma montrant la valeur du rapport de masse et de la masse au décollage nécessaires pour placer une charge utile de 4,5 tonnes en orbite basse (delta-V de 9.1 km/s) pour un lanceur mono-étage (SSTO représentés par un trait plein) et bi-étages (TSTO représenté par un trait en pointillé) en fonction du rendement de sa propulsion : Impulsion spécifique de 350, 400 et 450 secondes. Pour référence, le couple LOX/LH2 a une impulsion spécifique de 435 secondes et le couple Kérosène/LOX comprise entre 270 à 360 secondes. Les équipements et ergols nécessaires pour un retour sur Terre ne sont pas pris en compte donc ces courbes qui ne s'appliquent donc pas à un lanceur réellement réutilisable.

Le lanceur réutilisable idéal fonctionne comme un avion : il peut décoller depuis un grand nombre de bases de lancement, atteindre le plan orbital souhaité et s'insérer en orbite, larguer sa charge utile, manœuvrer de manière à quitter son orbite, dissiper l'énergie cinétique acquise et atterrir à sa base de départ puis être rapidement préparé pour un nouveau vol. Durant toute la mission, le lanceur réutilisable idéal reste intègre c'est-à-dire qu'il ne comporte pas d'étage qui se détache. Il peut voler avec une fréquence élevée et le coût du vol est compatible avec la valeur de la charge utile emportée. Si une mission est interrompue à n'importe quel moment du vol y compris dans les premières secondes du décollage le lanceur doit pouvoir revenir se poser avec sa charge utile intacte. Le lanceur décrit est un lanceur orbital monoétage.

### Rapport de masse
Le principal obstacle à la réalisation du lanceur réutilisable idéal (c'est-à-dire monoétage) est la nécessité d'atteindre une masse à vide (moteurs, structure et charge utile à satelliser) suffisamment légère pour permettre l'emport de la quantité de carburant nécessaire à la mise en orbite.
S'il utilise des moteurs-fusées, le seul mode de propulsion capable de fournir des poussées importantes tout en pouvant fonctionner dans le vide (propulsion à 100 % anaérobie), la capacité d'un lanceur à placer en orbite une charge utile est déterminée par l'Équation de Tsiolkovski qui peut s'appliquer directement à un lanceur orbital monoétage : 
| {\displaystyle \Delta v=v_{e}\,\ln {\frac {m_{i}}{m_{f}}}} | avec : - {\displaystyle \Delta v} variation de vitesse entre le début et la fin de la phase propulsée ; - {\displaystyle v_{e}} vitesse d'éjection des gaz ; - {\displaystyle m_{i}} masse initiale du lanceur - {\displaystyle m_{f}} masse du lanceur après avoir atteint l'orbite - {\displaystyle \ln } fonction logarithme népérien. |

La mise en orbite basse nécessite d'atteindre une vitesse horizontale (le delta-V de l'équation) d'environ 9,6 km/s. La vitesse d'éjection des gaz dépend des ergols utilisés et de l'efficacité des moteurs : les deux combinaisons d'ergols les plus utilisées sont le mélange oxygène/hydrogène liquides (le plus efficace avec une vitesse d'éjection maximale de 4 462 m/s) et le mélange kérosène/oxygène liquide (vitesse d'éjection maximale de 3 510 m/s). Pour qu'un lanceur puisse atteindre cet objectif l'équation indique que le ratio {\displaystyle {\frac {m_{i}}{m_{f}}}} (masse de sa structure cumulée à la charge utile rapporté à la masse totale) doit être compris entre 4 et 10 % selon le carburant employé. Pour parvenir à cet objectif, les lanceurs non réutilisables comportent plusieurs étages c'est-à-dire qu'ils larguent au fur et à mesure de leur ascension une partie de la structure rendue inutile par la consommation du carburant.

## Concepts

### Architectures
Plusieurs solutions techniques ont été explorées.

#### Lanceur orbital monoétage
Le choix d'un lanceur réutilisable ne comportant qu'un seul étage (SSTO acronyme de single-stage-to-orbit) vise à tenter de reproduire le mode de fonctionnement du transport aérien et à abaisser ainsi les coûts de mise en orbite. Le lanceur décolle comme un avion depuis une piste ne nécessitant pas d'aménagements coûteux et après avoir rempli son objectif atterrit également horizontalement. L'absence d'étage implique que sa remise en condition opérationnelle n'implique aucune opération d'assemblage entre deux vols.
Un lanceur monoétage conserve tout au long du vol toute sa structure, qui représente donc une masse croissante par rapport à la masse totale. La deuxième difficulté est liée à la nécessité d'optimiser le fonctionnement de la propulsion en fonction de la densité de l'atmosphère environnante : sur un lanceur classique, ce problème est réglé par l'utilisation de moteurs-fusées aux tuyères dimensionnées différemment selon les étages. Pour parvenir à construire un lanceur monoétage, plusieurs pistes sont explorées, notamment l'allègement de la structure par le recours pour les réservoirs à des matériaux une faible densité comme des composites à base de fibres de carbone, l'utilisation de la propulsion aérobie qui permet de ne pas transporter d'oxydant pour la première phase du vol, l'augmentation de l'impulsion spécifique des moteurs, c'est-à-dire de leurs performances, la mise au point de tuyères à géométrie variable, etc.

#### Lanceur multi-étages
Le défi technique que constitue la mise au point d'un lanceur orbital monoétage ont conduit les ingénieurs à concevoir dès les années 1960 des lanceurs réutilisables comportant deux étages (TSTO acronyme de two-stage-to-orbit) ou plus. Cette solution permet l'utilisation des motorisations existantes et n'imposent pas un abaissement de la masse des structures. La charge utile rapportée à la masse au lancement est fortement accrue. Les contreparties sont notamment une complexité accrue des opérations de lancement et la nécessité de développer deux véhicules.

#### Lanceur aéroporté
Pour gagner en performance, un lanceur peut être conçu pour être tiré depuis un avion en vol. Cette solution du lanceur aéroporté est pour la première fois mise en œuvre par la fusée Pegasus. l'avion porteur atteint environ Mach 0,8 et à une altitude d'environ 8 000 mètres. À cette altitude, l'air est beaucoup moins dense. En combinant les avantages liés à sa vitesse initiale, à la réduction de la traînée liée à la plus faible densité de l'atmosphère et à l'altitude de largage (les forces de gravité agissent moins longtemps), le gain est estimé à 10 % du delta-V total nécessaire pour la satellisation en orbite basse. Cette technique permet d'abaisser le rapport de masse qui constitue une des contraintes les plus fortes pour la conception d'un lanceur orbital monoétage. Elle présente également l'avantage théorique d'assouplir les conditions de lancement. Elle contribue à alourdir le coût du lanceur et n'est concevable que pour des lanceurs de petite taille. La réutilisation est très partielle puisqu'elle ne concerne que la partie du vol prise en charge par l'avion porteur.

### Décollage horizontal / vertical

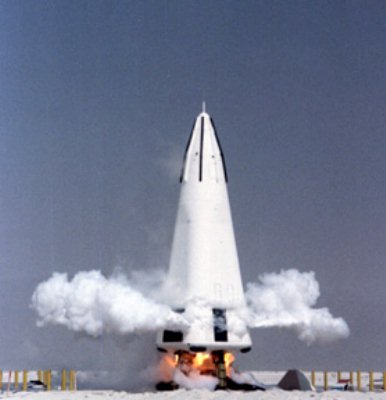
Décollage vertical du prototype DC-XA.

Comparé à un décollage vertical, le décollage horizontal d'un lanceur réutilisable permet théoriquement de réduire légèrement le delta-v nécessaire à la mise en orbite en limitant les pertes liées à l'action du champ gravitationnel terrestre. Cette solution présente toutefois des inconvénients importants car les surfaces portantes contribuent à accroitre le rapport de masse limitant la capacité d'emport du lanceur.
Le lancement vertical présente de son côté les inconvénients suivants : 
- Il nécessite de disposer de moteurs lourds, complexes et coûteux car ceux-ci doivent pouvoir faire décoller le lanceur et doivent donc avoir une poussée totale supérieure à la masse du lanceur au décollage.
- Cette puissance n'est plus nécessaire lorsque le lanceur s'est allégé d'une partie de son carburant. La poussée des moteurs doit donc être fortement modulable (facteur de surcoût) ou une partie des moteurs doivent être éteints.
- Ces gros moteurs représentent une masse importante installée à l'extrémité du lanceur qui à vide place le centre de masse à l'arrière du lanceur. Cette position crée de fortes contraintes sur la forme aérodynamique du lanceur pour que celui-ci reste contrôlable durant la phase de retour sur Terre.
- Le lancement vertical impose des installations de lancement complexes et donc coûteuses qui allongent l'intervalle de temps entre deux lancements.

### Propulsion

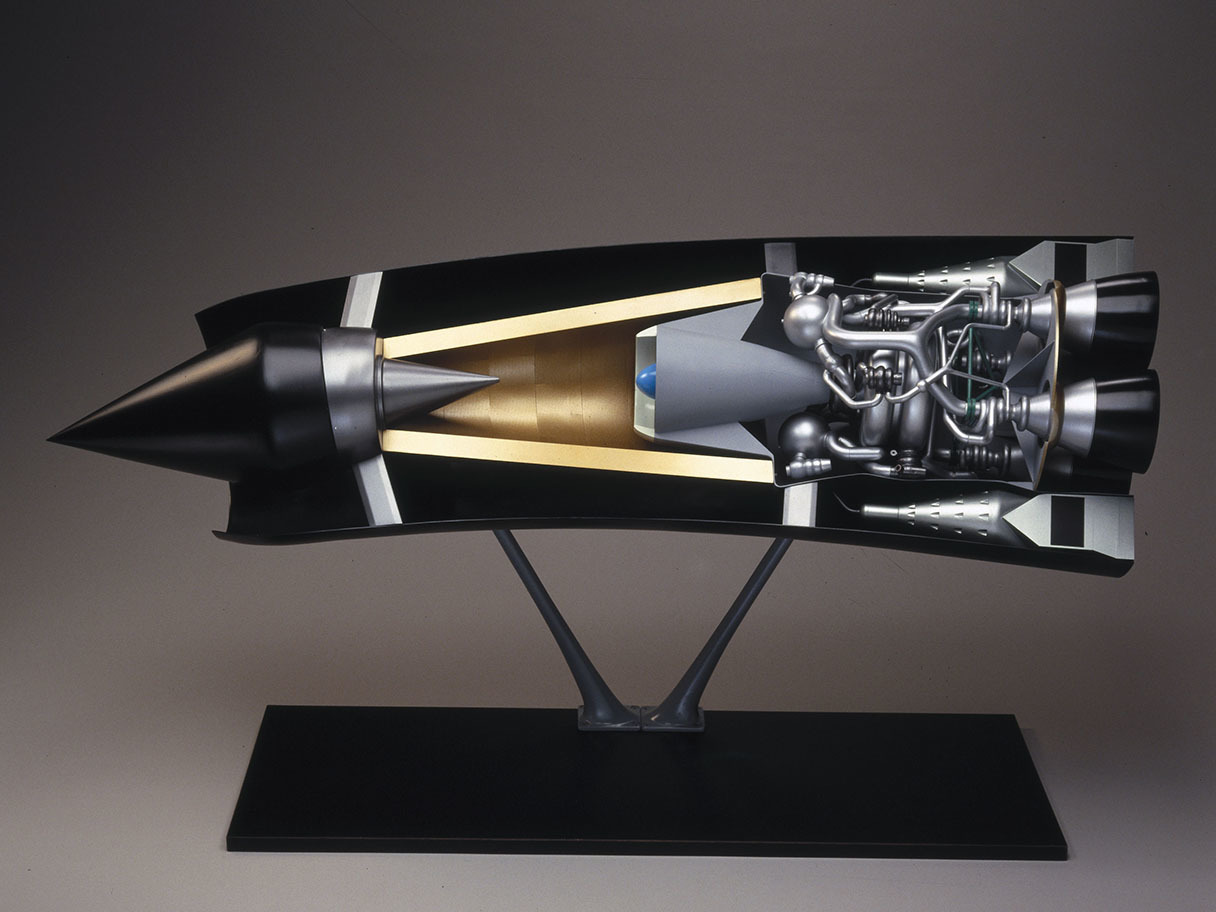
Le moteur Sabre du Skylon permet une propulsion en mode aérobie et anaérobie.

#### Réutilisation
La partie la plus coûteuse du lanceur est son système de propulsion. Concevoir un lanceur réutilisable nécessite de pouvoir réutiliser ses moteurs après usage avec plusieurs conséquences : 
- Une grande partie des pièces d'un moteur de lanceur fonctionne dans des conditions limites : turbopompe, chambre de combustion, tuyère. Toutes ces parties doivent être conçues de manière à pouvoir résister à de multiples utilisations avec un impact sur le coût de fabrication (supérieur) et les performances (moindres).
- La remise en état après utilisation y compris les tests doit se faire à des conditions économiques qui ne mettent pas en péril la viabilité financière du lanceur réutilisable. Cette condition n'était pas remplie pour l'orbiteur de la navette spatiale américaine.
- La récupération des moteurs n'est pas compatible avec un amerrissage du lanceur à son retour sur Terre à cause des dégâts infligés par l'eau de mer et les conséquences de la décélération brutale finale.

Pour réduire les coûts de remise en état des moteurs-fusées, le recours au méthane à la place du kérosène est fréquemment retenu dans les projets de lanceur réutilisable. Le méthane présente l'avantage de permettre une simplification du système de propulsion et facilite la réutilisation après usage.

#### Tuyère adaptative
Pour qu'un moteur-fusée fonctionne de manière optimale, il faut que la longueur de sa tuyère ait un allongement adapté à la pression ambiante. Or celle-ci varie fortement entre le sol (pression = 1 bar) et les altitudes hautes (pression quasi nulle). Pour répond à cette contrainte, les tuyères d'un lanceur multi étages ont une longueur et une forme très différentes selon l'étage concerné. Pour un lanceur orbital monoétage, architecture souvent retenu pour les projets de lanceur réutilisable, cette contrainte est particulièrement difficile à prendre en compte. Les solutions proposées : 
- Tuyère adaptative de type aerospike
- Motorisation multiple avec l'inconvénient d'une forte pénalité sur la masse totale du système propulsif

#### Utilisation de la propulsion aérobie

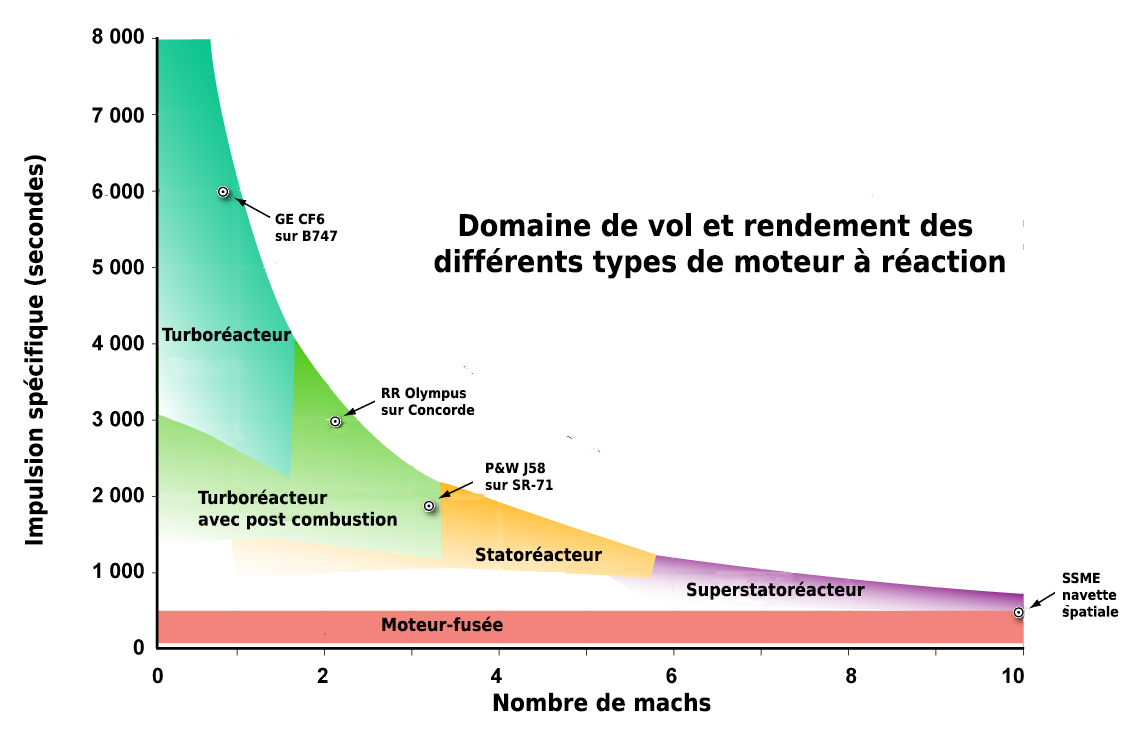
Valeur de l'impulsion spécifique pour différents types de moteurs à réaction : le moteur-fusée du fait de son fonctionnement anaérobie a un rendement très faible comparé aux autres types de propulsion mais il est le seul à pouvoir fonctionner dans le vide et aux très grandes vitesses.

La nécessité d'atteindre un rapport de masse élevé peut être réduite en adoptant un système de propulsion plus performant. Ceci peut être réalisé aux vitesses subsoniques et hypersoniques lorsque la densité de l'atmosphère est suffisante pour permettre d'alimenter un turboréacteur ou un statoréacteur. Ces engins, au lieu de puiser le comburant dans des réservoirs, utilisent l'oxygène contenu dans l'air ambiant ce qui permet de diminuer la masse embarquée. Les solutions étudiées portent généralement sur un moteur hybride capable de fonctionner à la fois comme un statoréacteur et un moteur-fusée pour ne pas multiplier les moteurs et alourdir la masse du lanceur.

### Rentrée atmosphérique
Le lanceur a accumulé une énorme énergie cinétique pour placer en orbite sa charge utile. Pour pouvoir revenir sur Terre cette énergie cinétique doit être dissipée, c'est-à-dire que la vitesse acquise (environ 7,5 km/s s'il a atteint l'orbite basse) doit être annulée. Pour y parvenir, il n'est pas possible d'utiliser la propulsion à l'aide des moteurs car il faudrait emporter des centaines de tonnes d'ergols en orbite uniquement pour cet usage. L'énergie cinétique est dissipée en transformant celle-ci progressivement en énergie thermique durant la rentrée atmosphérique. L'engin spatial lorsqu'il commence à redescendre vers la surface pénètre dans des couches atmosphériques plus denses et est freiné par la traînée qui est la force qui s'oppose au mouvement d'un corps dans un gaz.

Cette force peut se calculer avec la formule 
 où {\displaystyle \rho } est la densité de l'atmosphère, {\displaystyle V} la vitesse du véhicule, {\displaystyle S} la surface occupée par le véhicule dans l'axe de sa progression et {\displaystyle C_{x}} le coefficient de traînée qui dépend de la forme du vaisseau.
Aux vitesses hypersoniques atteintes par le vaisseau, la traînée est composée d'une traînée d'onde de choc due à la formation d'un matelas d'air ralenti entre la surface du véhicule et l'espace extérieur et d'une traînée de frottement qui provient du frottement de l'air sur les parois du vaisseau. Ces deux phénomènes entraînent une dissipation de l'énergie mécanique du vaisseau en chaleur. La majorité de l'énergie cinétique du véhicule spatial est ainsi transformée en chaleur jusqu'à ce que la vitesse du vaisseau ait suffisamment chuté. La quantité de chaleur dégagée engendre des températures de plusieurs milliers de degrés au niveau des parties les plus exposées situées à l'avant de l'engin. Cette chaleur peut désintégrer le véhicule car il n'existe aucun matériau capable de résister à une telle température.

### Atterrissage
Pour pouvoir abaisser les coûts de lancement, le lanceur réutilisable doit pouvoir revenir se poser à sa base de départ. Pour y parvenir le lanceur doit pouvoir corriger sa trajectoire de descente. Cet objectif impose une finesse (rapport entre la portance et la traînée) élevée. Celle-ci permet au lanceur de se comporter comme un planeur et de choisir son lieu d'atterrissage en pouvant se déporter de sa trajectoire de descente de manière importante.

#### Atterrissage horizontal
Le lanceur se pose à l'horizontale sur une piste d'atterrissage. Cette technique d'atterrissage nécessite que le lanceur dispose de caractéristiques proches de celles d'un avion :
- Une surface portante (aile) d'une taille suffisante pour lui permettre de maintenir une vitesse de descente finale modérée
- Une forme aérodynamique permettant de maintenir sa stabilité
- Des gouvernes permettant de contrôler le vol
- Un train d'atterrissage
- S'il n'y a pas d'équipage, l'avion doit disposer d'un système informatique embarqué capable de mener à bien l'atterrissage

Différentes variantes sont envisageables :
- L'avion spatial peut disposer d'une motorisation lui permettant de contrôler son vol (Bourane) ce qui complexifie son architecture et pénalise la masse. À défaut, il doit se poser comme un planeur (navette spatiale américaine) mais cela limite sa capacité à manœuvrer et à faire face à des conditions météorologiques défavorables.
- Il peut nécessiter des longueurs de piste exceptionnelles compte tenu de sa vitesse d'atterrissage (navette spatiale américaine) ou atterrir sur des pistes d'aéroport standard
- Tous ces appendices pénalisent le rapport de masse. Une architecture de type corps portant permet de réduire la taille des appendices associés à l'atterrissage à l'horizontale et donc la masse associée à ceux-ci.

## Projets de lanceur réutilisable
De nombreux projets de lanceurs réutilisables plus ou moins avancés ont été lancés par les principales puissances spatiales depuis le début de l'ère spatiale. Seuls deux d'entre eux sont entrés dans une phase opérationnelle : la Navette spatiale américaine à l'architecture très complexe et couteuse et les lanceurs Falcon 9/Falcon Heavy qui ont démontré au cours de la décennie 2010 la viabilité économique de la solution portant sur une réutilisation partielle. Depuis la fin de cette décennie, près d'une dizaine de lanceurs, reprenant les choix architecturaux de la fusée Falcon 9 sont sur le point de devenir opérationnels. Le lanceur super lourd Starship de la société SpaceX, en cours de mise au point (situation début 2024) deviendra le premier lanceur entièrement réutilisable si la phase de qualification en vols dans laquelle il est engagé aboutit.
| Caractéristique              | Navette spatiale américaine                                                      | Energia/Bourane                                                                               | Falcon 9                                                | VentureStar                                                           | Skylon                   | Starship                  |
| ---------------------------- | -------------------------------------------------------------------------------- | --------------------------------------------------------------------------------------------- | ------------------------------------------------------- | --------------------------------------------------------------------- | ------------------------ | ------------------------- |
| Pays                         | États-Unis                                                                       | Union soviétique                                                                              | États-Unis                                              | États-Unis                                                            | Royaume-Uni              | États-Unis                |
| Agence spatiale/Constructeur | NASA / North American                                                            | RKK Energia                                                                                   | SpaceX                                                  | NASA / Lockheed Martin                                                | Reaction Engines Limited | SpaceX                    |
| Dates                        | 1972-2011                                                                        | 1975-1988                                                                                     | 2011-                                                   | 1996-2001                                                             | 1990-                    | 2022 -                    |
| Nombre d'étages              | 2                                                                                | 2                                                                                             | 2                                                       | 1                                                                     | 1                        | 2                         |
| Décollage                    | Vertical                                                                         | Vertical                                                                                      | Vertical                                                | Vertical                                                              | Horizontal               | Vertical                  |
| Propulsion                   | Anaérobie                                                                        | Anaérobie                                                                                     | Anaérobie                                               | Anaérobie                                                             | Aérobie/Anaérobie        | Anaérobie                 |
| Atterrissage                 | Horizontal (Orbiter) + Parachutes (Booster)                                      | Horizontal (Bourane) + Parachutes (1erétage)                                                  | Vertical                                                | Horizontal                                                            | Horizontal               | Vertical                  |
| Réutilisation                | Partielle (Boosters + Orbiter)                                                   | Partielle (1erétage + Bourane)                                                                | Partielle (1er étage)                                   | Totale                                                                | Totale                   | Totale                    |
| Autres caractéristiques      | -                                                                                | -                                                                                             | Charge utile réduite de 50 % / version non réutilisable | Tuyère adaptative de type aerospike                                   | -                        |                           |
| Statut                       | 6 exemplaires construits (2 détruits) 135 vols Retiré du service en juillet 2011 | 2 vols : - Energia seul (1er étage non récupéré) - Energia + Bourane (1er étage non récupéré) | En service                                              | Démonstrateur suborbital X-33 partiellement construit (85%) Abandonné | Planche à dessin         | En cours de mise au point |

### États-Unis

#### Navette spatiale américaine (1972-2011)

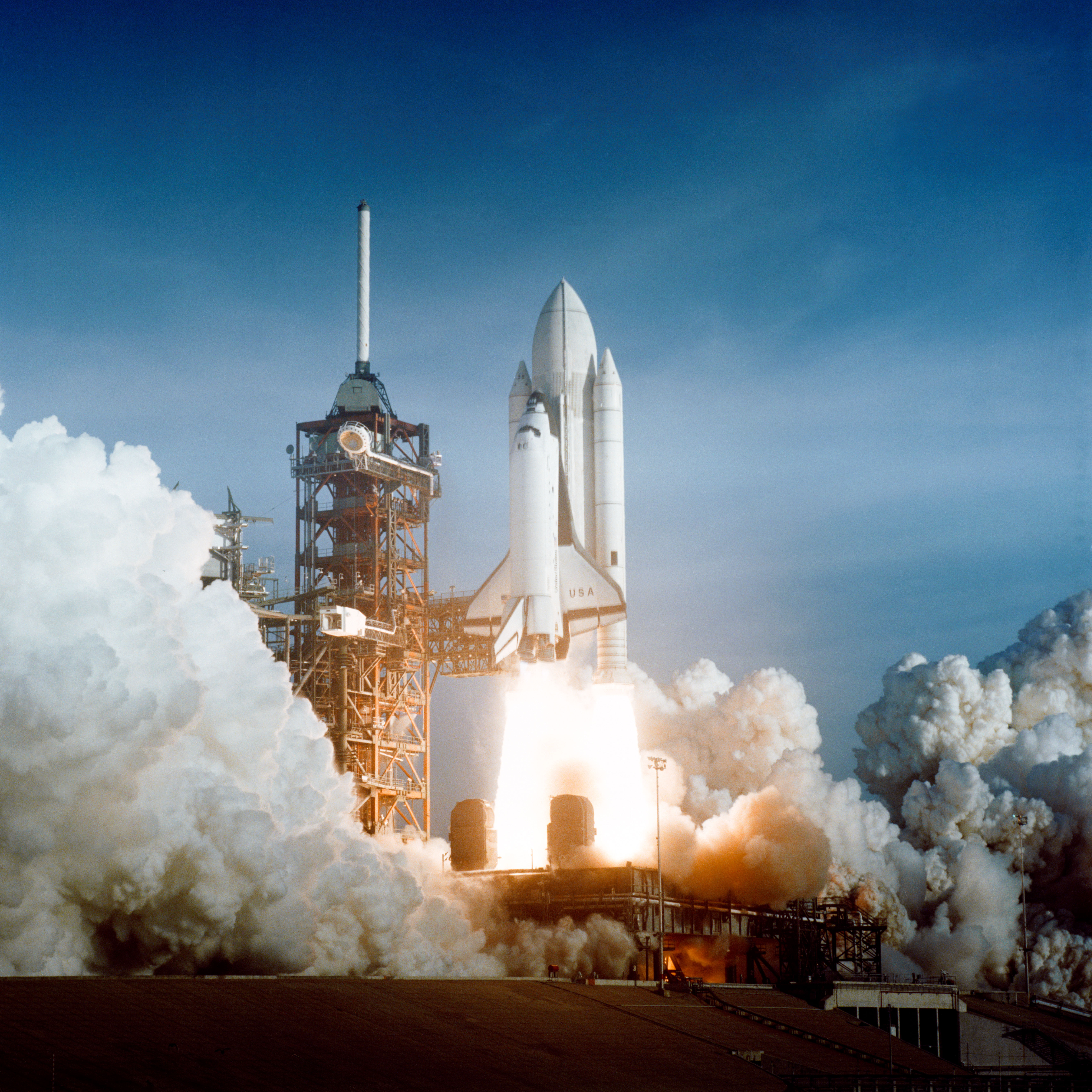
Décollage de la Navette spatiale américaine.

La navette spatiale américaine est le premier projet de lanceur réutilisable dont l'étude a été poussée et reste en 2015 le seul ayant atteint le stade opérationnel. L'agence spatiale américaine, la NASA, lance sa conception alors que la construction de sa fusée lunaire géante Saturn V bat son plein. L'objectif est d'abaisser fortement les coûts du lancement spatial qui a jusque-là recours à des fusées perdues après usage. La navette spatiale doit être initialement un engin bi étage entièrement réutilisable dont les composants reviennent sur Terre après avoir placé la charge utile en orbite. Mais les coûts sont très élevés et les techniques nécessaires, notamment le bouclier thermique, ne sont pas maîtrisées. Pour que son projet aboutisse, la NASA doit aller rechercher le soutien de l'Armée qui impose pour répondre à ses besoins des changements importants dans la conception de l'engin spatial. Toujours pour limiter les coûts de conception, seul l'orbiteur, le deuxième étage du lanceur, doit être complètement réutilisable. La navette spatiale effectue son premier vol le 12 avril 1981 et devient opérationnelle l'année suivante. La NASA promet un abaissement décisif du coût de la mise en orbite. Mais la complexité inhérente au concept induit des coûts de développement et d'exploitation (500 millions de dollars par lancement) très élevés. Il apparaît rapidement que la navette ne sera jamais un moyen de lancement concurrentiel par rapport aux fusées car la cadence des lancements espérée ne peut être tenue. Après la destruction de la navette spatiale Challenger début 1986 qui entraîne la perte de son équipage, l'utilisation de la navette est limitée au lancement des satellites non commerciaux et aux expériences scientifiques en orbite. À compter de la fin des années 1990 sa mission principale est la desserte de la station spatiale Mir puis de la station spatiale internationale. Un deuxième accident en 2003, accompagné une fois de plus de la perte de l'équipage, accélère la décision de retirer la flotte des navettes dont le dernier vol a eu lieu en juillet 2011. La navette spatiale a effectué 135 vols à cette date.

#### National Aerospace Plane (1989-1994)

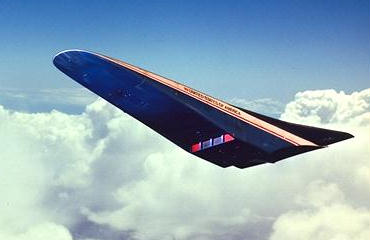
Le X-30 vue d'artiste.

En 1986, le président des États-Unis, Ronald Reagan, annonce dans son discours sur l'état de l'Union un nouvel Orient Express qui à la fin de la décennie pourra décoller de l'aéroport Dulles, atteindre 25 fois la vitesse du son et atteindre l'orbite basse ou rallier Tokyo en 2 heures. Le programme National Aerospace Plane mené à la fois par la NASA et l'Armée américaine prévoit la construction d'un avion spatial dont une version expérimentale le X-30 doit voler dès 1993. Le projet repose sur la mise au point d'une propulsion hybride capable de fonctionner comme un superstatoréacteur et un moteur-fusée et ayant recours à l'hydrogène. Cette échéance est d'abord repoussée à 1997 puis le programme est annulé en 1994 après que 1,6 milliard de dollars aient été dépensés. Les techniques nécessaires permettant à un avion hypersonique d'atteindre une telle vitesse et de se mettre en orbite ne sont pas maîtrisées à l'époque et ne le sont toujours pas en 2015

#### Eclipse de Kelly Space & Technology, Inc (1993-1998)
Le programme Eclipse était un concept de lanceur partiellement utilisable reposant sur un véhicule piloté ailé, l'Astroliner, qui décollerait remorqué par un Boeing 747 via un câble de 300 mètres de long. Largué en altitude (45 000 ft), le véhicule allumerait son moteur jusqu'à l'altitude de 15 km éjecterait de sa soute via une porte frontale un étage supérieur consommable qui achèverait la mise en orbite. Une dizaine de vols d'essais de remorquage ont été réalisés par la NASA de 1997 à 1998, avec Convair QF-106 et un Lockheed C-141 Starlifter. À la suite de cela, le programme a été suspendu.

#### Roton de Rotary Rocket (199?-2001)
La société Rotary Rocket s'est constituée en vue de développer Roton, un lanceur spatial mono étage entièrement réutilisable pour deux personnes plus un chargement. Roton avait pour objectif de diviser par dix les coûts de lancement de charges utiles en orbite terrestre basse.
L'idée initiale de Gary Hudson et de Bevin McKinney était de fusionner les concepts de la fusée et de l'hélicoptère : des pales tournantes, alimentées par un mélange oxygène-kérosène, auraient lancé le véhicule lors de la première phase ascensionnelle. Une fois la pression de l'air amoindrie au point que le vol d'hélicoptère ne serait plus praticable, le véhicule aurait continué grâce à son moteur fusée, le rotor agissant alors comme une turbopompe géante. Le système de pales est être utilisée comme système d'atterrissage du véhicule lors du retour sur Terre en le ralentissant et le guidant.
Afin de valider le concept, Rotary Rocket a fait construire par Scaled Composites un démonstrateur, l'Atmospheric Test Vehicle (ATV) qui a effectué trois vols d'essai avec succès en 1999. Le programme prit fin en 2001 à la suite de la faillite de la société. L'Atmospheric Test Vehicle est aujourd'hui exposé à l'entrée de l'aéroport et port spatial de Mojave.

#### Kistler K1 de Rocketplane Kistler (1994-2007)
Le Kistler K-1 (ou K-1) était un projet de vaisseau cargo spatial qui a été élaboré par la compagnie Rocketplane Kistler (en) associée à Orbital Sciences dans les années 2000. Biétage, la récupération devait s'effectuer à l'aide de parachutes et d'airbag pour amortir l'impact.

#### Space Transportation System(1996-2001)

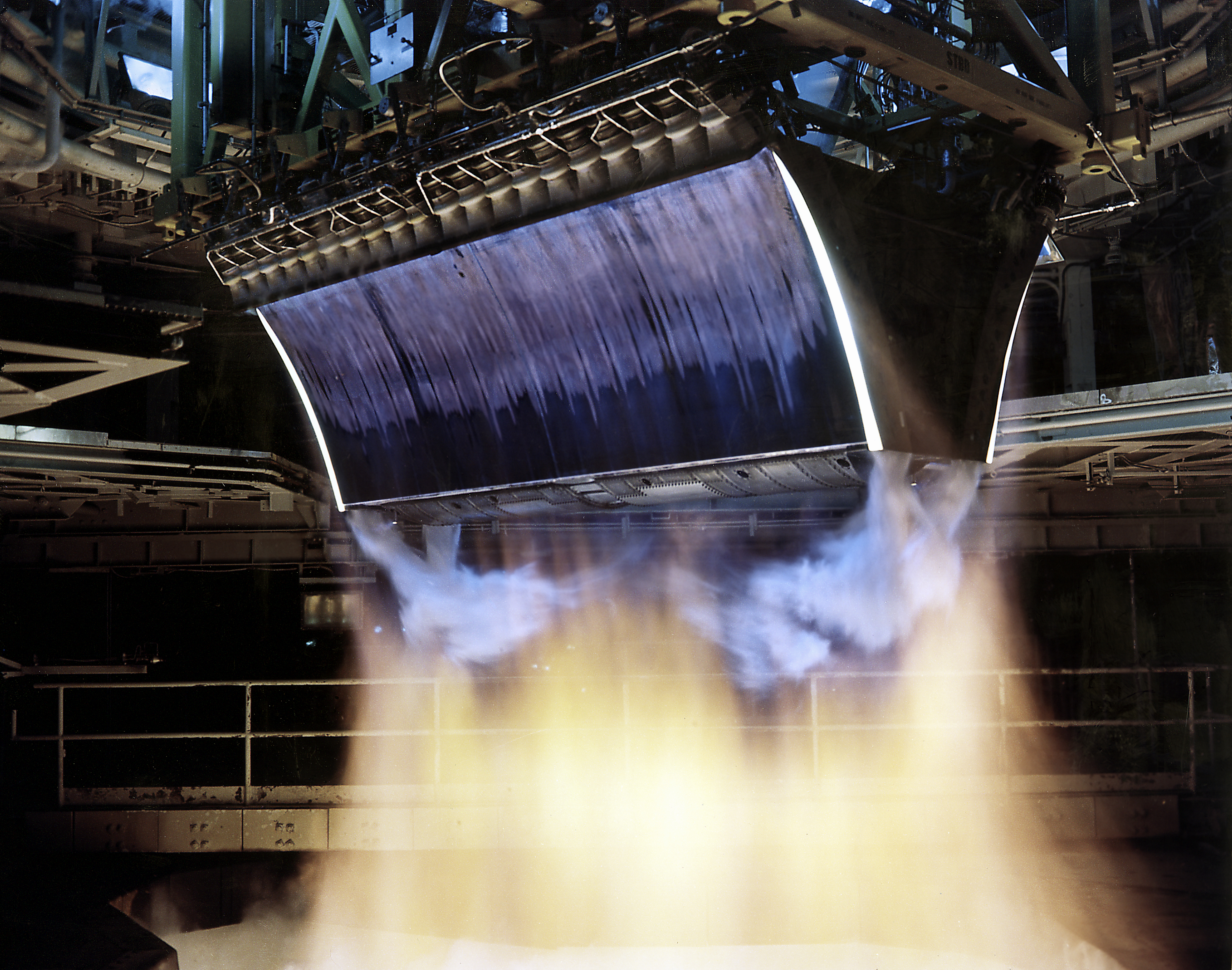
Moteur Aerospike XRS-2200 linéaire à tuyère adaptative destiné au X-33.

En 1996, la NASA lance le programme de recherche Space Transportation System dans le cadre d'un partenariat avec l'Armée de l'Air américaine et l'industrie privée baptisé le Reusable Launch Vehicle Technology Program. Plusieurs démonstrateurs sont développés pour mettre au point des techniques clés pour la mise au point d'un lanceur réutilisable monoétage.
Le projet DC-X (en anglais : Delta Clipper Experimental) est un lanceur monoétage à l'échelle 1/3 développé par McDonnell Douglas dans le cadre du projet militaire de défense SDI qui doit permettre la mise au point des techniques d'atterrissage vertical d'un lanceur. Le DC-X utilise pour sa propulsion quatre moteurs-fusées réutilisables RL-10 dans une version réutilisable (C). Il effectue entre 1993 et 1995 huit démonstrations réussies d'atterrissage et de décollage en montant jusqu'à une altitude de 3 140 mètres. Les deux derniers vols sont pris en charge par la NASA qui a repris le projet après l'arrêt du programme militaire SDI. Il met en œuvre une version légèrement modifiée, le DC-XA.
Le démonstrateur X-33 constitue la première tentative de construire un démonstrateur de lanceur orbital monoétage capable d'effectuer un vol suborbital en atteignant une vitesse de Mach 13 (la moitié de la vitesse nécessaire pour se placer en orbite basse). Le développement est confié à la société Lockheed Martin dont l'objectif est de commercialiser un engin opérationnel sous l'appellation VentureStar. Décollant verticalement et atterrissant horizontalement, cet avion spatial est un corps portant propulsé par des moteurs-fusées Aerospike à tuyère adaptative brûlant un mélange hydrogène et d'oxygène liquide. Les travaux débutent en 1996 mais le projet est arrêté en 2001 après que la NASA ait dépensé près de 1 milliard de dollars : les premiers tests au sol du prototype mettent en évidence une résistance insuffisante des réservoirs allégés pour tenir le rapport de masse de 10 minimum requis pour placer une charge utile en orbite.
Le démonstrateur X-34 a pour objectif la mise au point des techniques nécessaires pour un avion spatial vol à vitesse hypersonique (jusqu'à Mach 8) comme le système de protection thermique, l'atterrissage tout temps en mode automatique. Le démonstrateur est largué depuis un avion-porteur puis monte jusqu'à une altitude de 80 km grâce à un moteur-fusée réutilisable à coût modéré, le FasTrac (en), développé dans le cadre du projet. Deux prototypes sont construits mais le programme confié en 1996 à la société Orbital Sciences est arrêté en 2001 avant qu'aucun appareil n'ai volé. La mise au point du moteur FasTrac a été plus longue que prévu et les objectifs du programme ont été repris par le programme Space Launch Initiative (en) lancé entre-temps.

#### Space Launch Initiative de la NASA (2001-2005)
En 2001, la NASA décide de mettre sur pied un programme ambitieux baptisé Space Launch Initiative (en) ayant pour objectif de permettre le développement de la deuxième génération de lanceur réutilisable. La NASA prévoit de consacrer 4,8 milliards de dollars sur les cinq années suivantes. Le programme fait partie d'un projet plus vaste baptisé Integrated Space Transportation Plan : celui-ci comprend la mise à niveau des navettes spatiales existantes et la réalisation des recherches à long terme et des développements des techniques de transport spatial qui doivent être utilisées dans le futur. Le projet qui est mené conjointement avec l'Armée aboutit à la réalisation de différents prototypes de moteurs réutilisables à ergols cryogéniques oxygène/hydrogène (COBRA, RS-83, TR-106) et oxygène/kérosène (RS-84, TR-107). Le programme est annulé lorsque la NASA se voit obligée de recentrer ses dépenses sur le programme Constellation.

#### Falcon 9 de SpaceX (2010- )

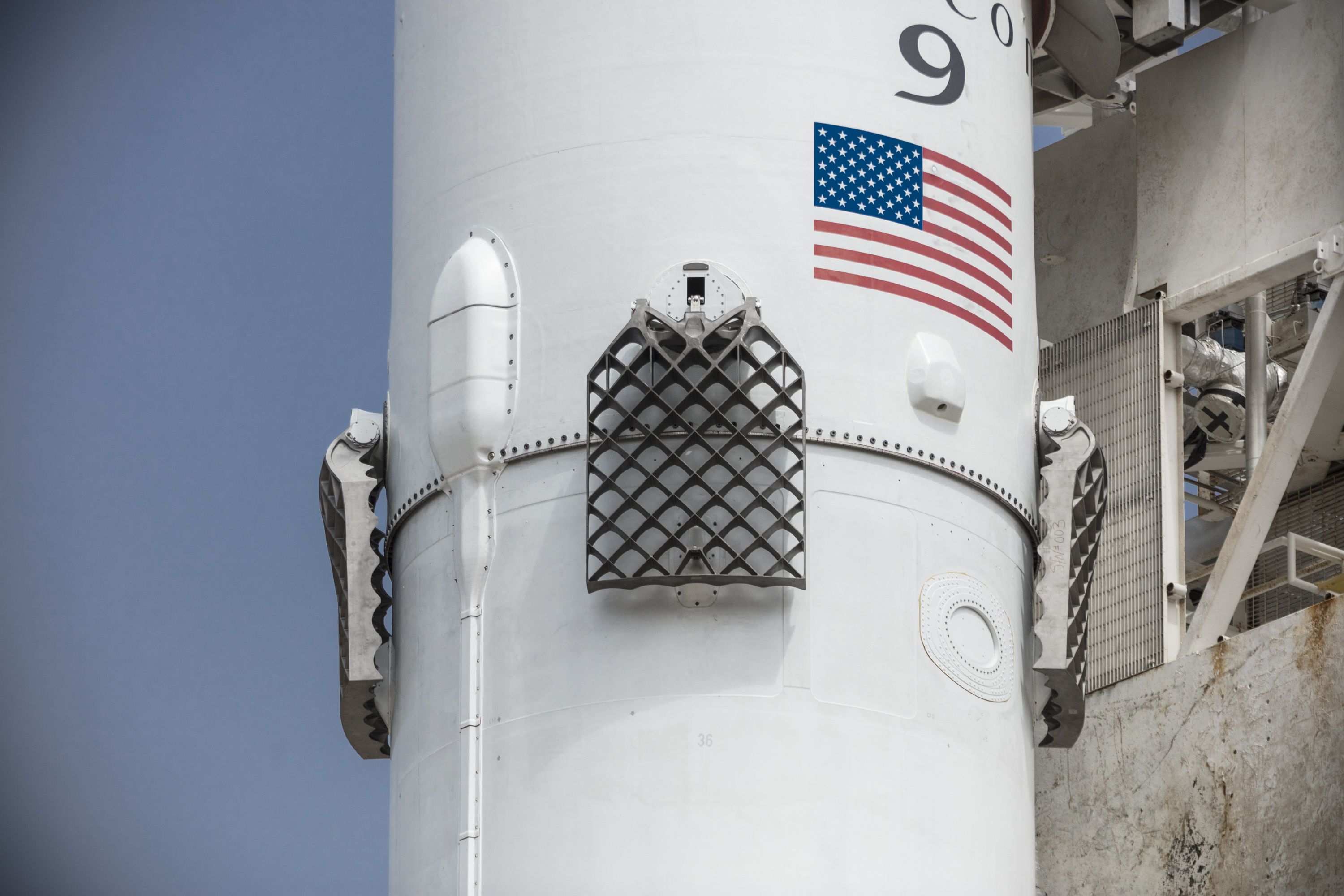
Des panneaux cellulaires orientables en titane sont déployés durant le retour vers le sol pour contrôler l'orientation du lanceur.

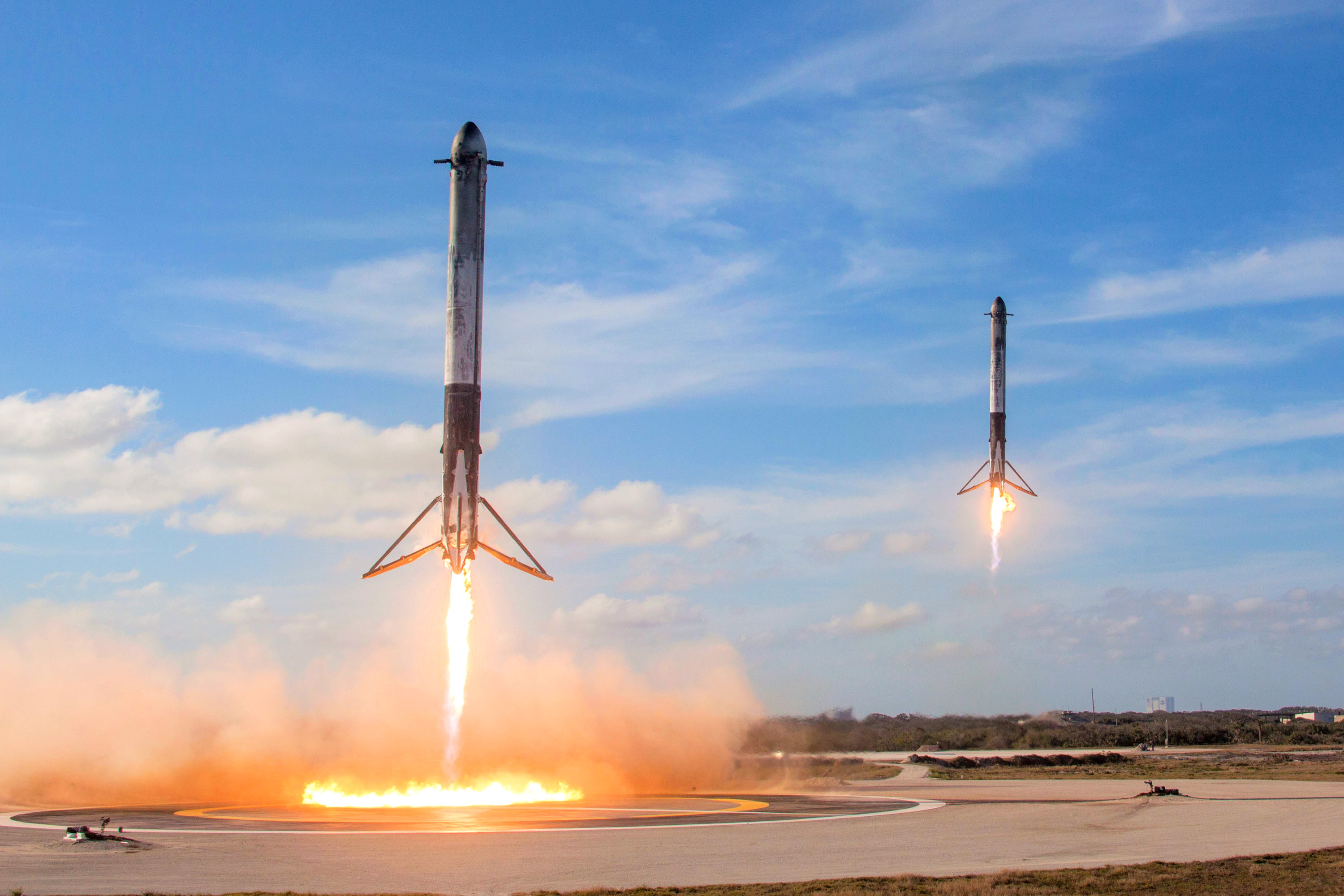
Atterrissage simultané de deux propulseurs d'appoint du lanceur Falcon Heavy.

En 2011, la société SpaceX constructeur du lanceur Falcon 9 annonce qu'elle développe une version entièrement réutilisable de son lanceur bi-étage de moyenne puissance avec l'objectif de poursuivre l'abaissement des coûts de lancement. Les deux étages doivent effectuer une rentrée contrôlée dans l'atmosphère puis atterrir verticalement sur une plateforme dédiée. Les développements se concentrent initialement sur la récupération du premier étage. Plusieurs techniques sont mises en œuvre. Le retour sur Terre du lanceur nécessite l'utilisation de la propulsion à la fois pour annuler la vitesse acquise et ramener l'étage sur la base de lancement. Le premier étage est largué à une altitude et une vitesse plus faible que dans la version consommable du lanceur (2 km/s ou Mach 6 contre 3,4 km/s ou Mach 10) pour conserver les ergols nécessaires. Le système de contrôle d'attitude a été modifié pour permettre une stabilisation de l'étage durant sa descente. Le corps de l'étage est également modifié par l'ajout d'un train d'atterrissage quadripode et des panneaux cellulaires orientables utilisés pour le stabiliser durant la descente. Un système de guidage est utilisé pour le calcul de la trajectoire de retour et l'atterrissage de précision. Après la séparation du premier étage, les moteurs de contrôle d'attitude sont utilisés pour modifier l'orientation de l'étage de manière que la poussée des moteurs puisse ralentir celui-ci. Environ deux minutes après la séparation trois des moteurs sont mis à feu durant environ 30 secondes pour ramener l'étage vers son point de départ. Deux minutes plus tard, après déploiement des panneaux cellulaires de stabilisation, les moteurs sont rallumés de nouveau pour ralentir l'étage. Enfin environ 30 secondes avant l'atterrissage un seul de ses moteurs est mis à feu et sa poussée est fortement modulée de manière à poser verticalement et à vitesse nulle l'étage. Six secondes avant le poser, le train d'atterrissage a été déployé. Par rapport à la version non réutilisable du lanceur, la charge utile est réduite d'environ 50 %.
Après plusieurs tests d'atterrissage verticaux effectués avec un prototype baptisé Grasshopper, entre septembre 2013 et juin 2015, 7 vols opérationnels de Falcon 9 ont permis de mettre au point du processus de récupération du premier étage du lanceur dont les deux dernières sur une plateforme de récupération en mer. Le constructeur développe une version lourde de son lanceur, la Falcon Heavy, dont l'étage central et les deux propulseurs d'appoint (identiques au premier étage) peuvent être récupérés. Au cours des premiers vols deux des trois étages sont effectivement récupérés. Le système est complètement opérationnel depuis 2016 et courant 2020 une centaine de premiers étages ont été récupérés après un atterrissage au sol ou en mer et réutilisés. La viabilité financière de cette solution a convaincu d'autres constructeurs d'adopter la même architecture pour leurs lanceurs futurs. On compte en 2020 une dizaine de fusées de cette catégorie en cours de développement ou en projet. Les principales sont : New Glenn, Longue Marche 8, Ariane Next, Amour, Hyperbola-2, New Line-1, Electron.

#### Reusable Booster System de l'Armée de l'Air américaine (2010-2012)
En 2010 l'Armée de l'Air américaine lance un programme de recherche pour préparer le remplacement à l'horizon 2025 des lanceurs Atlas V et Delta IV conçus pour répondre à ses besoins sur la base du cahier des charges EELV. L'appel d'offres du Reusable Booster System (en) doté de 250 millions de dollars demande à la société contractante de démontrer sa capacité à mettre au point les techniques et les processus nécessaires à la réalisation d'un lanceur réutilisable. Lockheed Martin est sélectionné en décembre 2011 pour la réalisation d'un démonstrateur volant, le RBS Pathfinder avec un premier vol planifié en 2015. Mais le programme est arrêté en octobre 2012 à la suite de réductions budgétaires et d'un rapport défavorable du Conseil national de la recherche.

#### XS-1 de la DARPA (2013-)
Le XS-1 (XS pour en anglais : Experimental Spaceplane, c'est-à-dire en français « navette spatiale expérimentale ») est un projet de lanceur léger réutilisable que la DARPA, l'agence de recherche du département de la Défense des États-Unis, a initié en 2013.

#### Vulcan deUnited Launch Alliance(2015-)
Vulcan est un projet proposé en 2015 par United Launch Alliance (ULA) pour remplacer à la fois les fusées Atlas V et Delta IV. L'objectif est d'abaisser le coût de ses lancements en récupérant les moteurs-fusées du premier étage et, après les avoir remis en état, de les réutiliser. La technique utilisée est baptisée SMART, (en anglais : Sensible, Modular, Autonomous Return Technology) consiste, après séparation du premier étage, détacher de ce dernier la baie de propulsion qui effectue une rentrée dans l'atmosphère protégé par un bouclier thermique gonflable. Des parachutes sont déployés pour ralentir cet ensemble qui est récupéré en vol par un hélicoptère. Le coût du lanceur résultant serait de 100 millions de dollars soit 65% inférieur au coût des lanceurs actuels d'ULA ayant une capacité identique.

#### Starship de SpaceX (2022- )

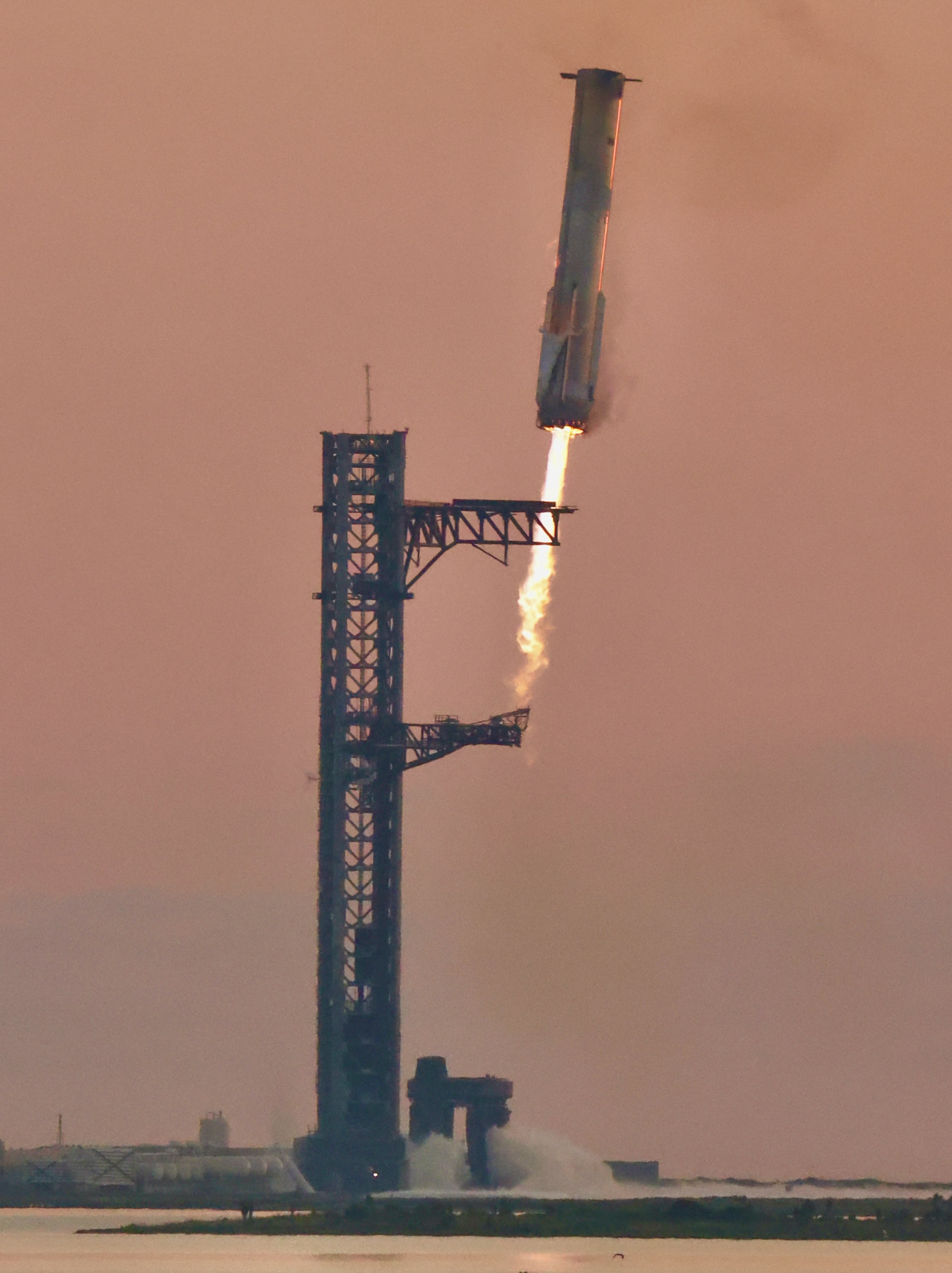
Approche du booster SuperHeavy sur la tour de lancement lors de la mission IFT5.

Starship est le projet de lanceur super lourd totalement réutilisable de SpaceX. Développé depuis le début des années 2010, d'abord en tant que concept, il se concrétise depuis les années 2020 avec la construction de prototypes devant démontrer ses performances, lors d'essais en vol. Il s'agit d'un lanceur comportant deux étages tous deux réutilisables, devant revenir se poser sur Terre à la verticale pour pouvoir, après une inspection mineure, être réassemblés puis relancés.

### Union soviétique/Russie

#### Lanceur Energia et navette Bourane (1975 - 1988)

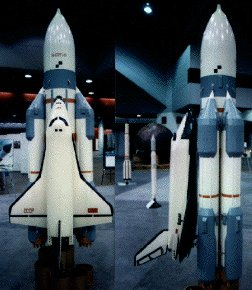
Modèle réduit de Bourane sur son lanceur Energia.

Energia est un lanceur spatial lourd développé dans les années 1970 par l'Union soviétique capable de placer en orbite basse une masse de 105 tonnes dont le premier étage est récupérable par parachute.
Bourane est un programme de vaisseau spatial réutilisable soviétique lancé en 1976 comparable à l'orbiteur de la navette spatiale américaine. Pour être mis en orbite, Bourane se substitue à la charge utile d'Energia, ainsi le couple Energia/Bourane constitue un lanceur spatial récupérable comparable à la navette spatiale américaine.
Energia n'a effectué que deux vols : 
- 15 mai 1987 : Energia seul (satellite Polious)
- 15 novembre 1988 : Energia couplé à Bourane qui a fait deux fois le tour de la Terre avant de revenir et effectuer un atterrissage en mode automatique sur l’aérodrome de Baïkonour[8].

Le système de parachute n'ayant pas été installé, aucune tentative de récupération du premier étage n'a été réalisée au cours de ces deux vols.
Les programmes Energia et Bourane ont pris fin avec la chute de l'URSS en 1993. Deux exemplaires de Bourane avaient été construits, et trois autres étaient prévus. Seule la tête de série (OK-1.01 "Bourane") a volé sans les aménagements nécessaires au transport d'un équipage. Le développement du projet a utilisé un exemplaire motorisé par réacteur pour les essais d'atterrissage (OK-GLI) ainsi que des maquettes envoyées sur une trajectoire suborbitale par une fusée, pour tester des composants du bouclier thermique (BOR-4) ou le comportement lors de la rentrée atmosphérique (BOR-5).

#### Le lanceur ailé Baïkal (2001-)

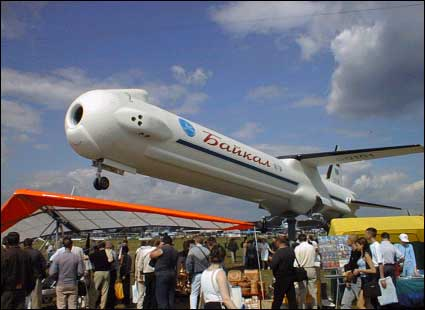
Maquette du lanceur lors du salon du Bourget en 2001.

En 2001, Krounitchev a proposé de développer une version réutilisable du premier étage de son lanceur Angara, le Baïkal. Après la séparation du premier étage à une altitude 75 km, une aile située sur le flanc du réservoir pivote de 90° et le premier étage entame la descente vers un aéroport. L'étage est transformé en avion grâce à un moteur à réaction placé dans la partie supérieure de l'étage qui puise le kérosène dans le réservoir utilisé par la fusée durant son ascension. La prise d'air est située à l'extrémité de l'étage et les gaz brûlés sont rejetés via une sortie faisant saillie sur le flanc de l'étage. Le projet qui avait donné lieu à la construction de maquettes à l'échelle et d'essais dans des souffleries est par la suite tombé en sommeil même si les ingénieurs de Krounitchev l'évoquaient en 2008 comme une évolution future du lanceur.

#### Le retour du lanceur ailé: le Krylo-SV (2018)
Le 4 juin 2018 le Fund for Prospective Research en collaboration avec l'agence spatiale russe Roscosmos et l'United Aviation Developpement Corporation relancent le projet de lanceur léger réutilisable en réutilisant l'architecture retenue pour le projet Baïkal. Selon les responsables russes cette solution est moins couteuse que l'architecture développée par SpaceX qui a désormais fait ses preuves et elle mieux adaptée à la géographie de la Russie. Le Krylo-SV n'est pas un lanceur à part entière mais un démonstrateur technique de 6 mètres de long et 0,8 mètre de diamètre qui est propulsé par un moteur-fusée brûlant de l'oxygène et du méthane plus favorable à la réutilisation. Ce démonstrateur doit décoller à la verticale, atteindre une vitesse de Mach 6, puis déployer des ailes et un petit moteur à réaction avant d'atterrir sur une piste d'atterrissage conventionnelle. Ce démonstrateur doit déboucher sur un petit lanceur à deux étages capable de placer 600 kilogrammes sur une orbite héliosynchrone. Le premier étage reprendrait l'architecture du Krylo-SV et se séparerait du deuxième étage à une altitude comprise entre 59 et 66 kilomètres. Le premier vol est prévu en 2023.

### Europe

#### Lanceur monoétage HOTOL (1983-1989) (Royaume-Uni)
HOTOL (en anglais : HOrizontal TakeOff and Landing) était un projet de Lanceur orbital mono étage réutilisable britannique étudié par British Aerospace et Rolls Royce au milieu des années 1980 et abandonné au milieu des années 1990. La propulsion devait être assurée par un moteur Rolls Royce RB545 fonctionnant comme un moteur-fusée consommant de l'oxygène et de l'hydrogène liquide mais pouvant également liquéfier l'oxygène contenu dans les couches basses de l'atmosphère. Piloté de manière totalement automatique, Hotol était conçu pour placer en orbite basse une charge utile comprise entre 7 et 8 tonnes.

#### Programme Sänger (1962-1995)(Allemagne)

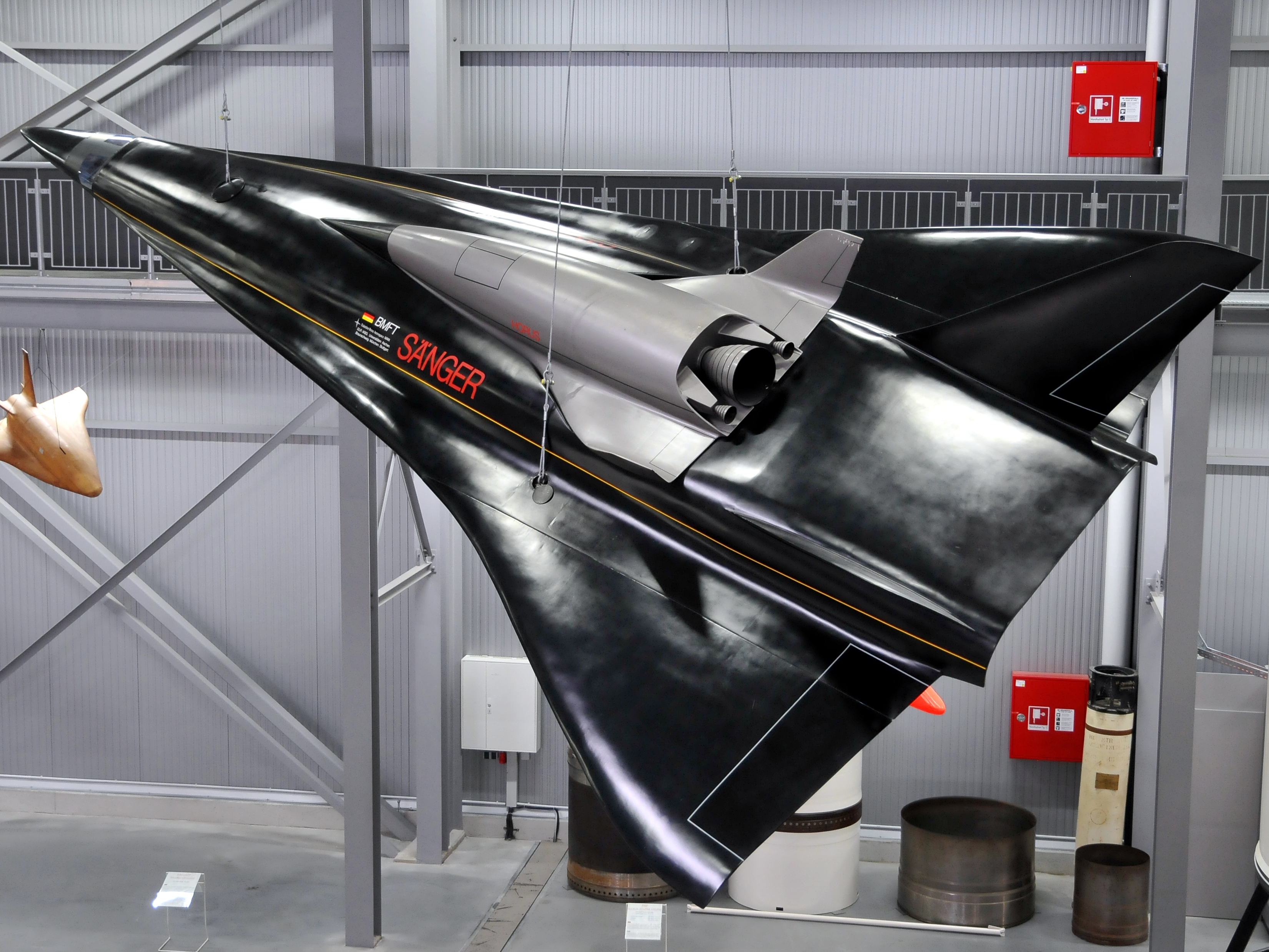
Maquette du lanceur Sanger II.

Saenger ou Sänger était un concept ouest-allemand pour un avion spatial à deux étages.
Le développement de sa première incarnation, appelée Saenger I, a commencé les années soixante (1962 à 1969). La société aérospatiale allemande Messerschmitt-Bölkow-Blohm (MBB) a proposé un concept permettant son utilisation à la fois comme avion de ligne hypersonique et comme lanceur à deux étages pour déployer en orbite diverses charges utiles, y compris des astronautes. Ces idées ont été soutenues par le Centre aérospatial allemand (DLR), qui a mené à d’autres études détaillées dans le cadre d’une étude hypersonique au niveau national.
Dans les années 1980, le gouvernement allemand s'est intéressé de plus en plus au projet pour l'utiliser comme système de lancement réutilisable, ce qui a permis au projet d'obtenir un soutien officiel et de commencer les travaux sur une version agrandie du véhicule, appelée Saenger II. Les travaux sur le projet ont pris fin en 1995 en raison des coûts de développement prévus et des gains de performance limités comparé aux systèmes de lancement consommables existants tels que la fusée Ariane 5.

#### Lanceur monoétage Skylon (1993-) (Royaume-Uni)
Le Skylon est un projet de lanceur orbital monoétage (SSTO) à atterrissage et décollage horizontal développé par la société britannique Reaction Engines Limited depuis les années 1990 et inspiré par le projet HOTOL. Le cœur du Skylon est un nouveau moteur à cycle combiné, le moteur SABRE capable de fonctionner dans deux modes différents. Dans l'atmosphère (de la piste de décollage à Mach 5), le moteur tire son oxygène de l'atmosphère. Au-delà de Mach 5 et 26 km d'altitude, le moteur opère comme un moteur-fusée standard à haute impulsion spécifique, utilisant l'oxygène liquide embarquée avec son carburant (de l'hydrogène liquide) pour atteindre la vitesse de satellisation jusqu'en orbite terrestre basse à 300 kilomètres d'altitude.

#### Adeline deAirbus Defence and Space(2010-) (Europe)

Adeline avec ses propulseurs déployés, à côté de l'étage principal d'Ariane 6.

Adeline est un concept de réutilisation de la baie de propulsion de l'étage principal reposant sur un module ailé. Une fois la phase propulsive de l'étage achevée, ce dernier se détache du corps principal, effectue une rentrée dans l'atmosphère protégé par un bouclier thermique puis revient se poser tel un drone sur une piste d'aviation à l'aide d'une propulsion auxiliaire à hélice. Présenté publiquement le 8 juin 2015 par Airbus Defence and Space, Adeline a fait l'objet d'expérimentation sous forme de modèles réduits au cours des années 2015 et 2016. Ce concept pourrait être à terme intégré au programme Ariane de l'Agence spatiale européenne.

#### Démonstrateur de lanceur réutilisable Thémis (2019-) (Allemagne/France)
Dans la continuité du démonstrateur Callisto, le CNES associé au DLR planchent sur le démonstrateur Themis, annonciateur de ce que pourrait être le successeur d'Ariane 6. Ce véhicule sera environ 10 fois plus lourd que Callisto et équipé du futur moteur réutilisable Prometheus financé par l'ESA. Ce dernier est un moteur de 100 tonnes de poussée, à très bas coût fonctionnant à l'oxygène liquide (Lox) et au méthane. Les premiers travaux pourraient démarrer dès 2019 et le démonstrateur voler en 2025.

### Coopération internationale

#### Démonstrateur de lanceur réutilisable Callisto (2018-) (Allemagne/France/Japon)
Ce projet réunissant CNES français, le DLR allemand et la JAXA japonaise vise à tester d'ici 2025 en grandeur nature à partir du centre spatial guyanais, les techniques de la réutilisation grâce à une fusée d'environ 13 mètres de hauteur et de 3,6 tonnes au décollage, de monter à 35 km d'altitude, de faire toutes les manœuvres pour revenir se poser à proximité du pas de tir avec une précision de quelques mètres, et de réutiliser le même véhicule cinq fois. La Jaxa fournira le moteur oxygène/hydrogène et la conception du réservoir d'oxygène. Le DLR apportera le système d'atterrissage constitué de trois pieds, les gouvernes aérodynamiques pour le pilotage durant la phase de rentrée, et une partie du réservoir à hydrogène. La France va concevoir le calculateur assurant le programme de vol ainsi que la partie complémentaire du réservoir à hydrogène.

### Chine
La Chine connait au cours de la deuxième moitié de la décennie 2010 un développement très rapide de son activité spatiale qui se traduit notamment par l'étude et le développement de nombreux lanceurs. Au moins trois de ces projets portent sur des lanceurs réutilisables qui reprennent la technologie développée par Space X : 
- Longue Marche 8
- Hyperbola-2
- New Line-1